# Karl Münchinger

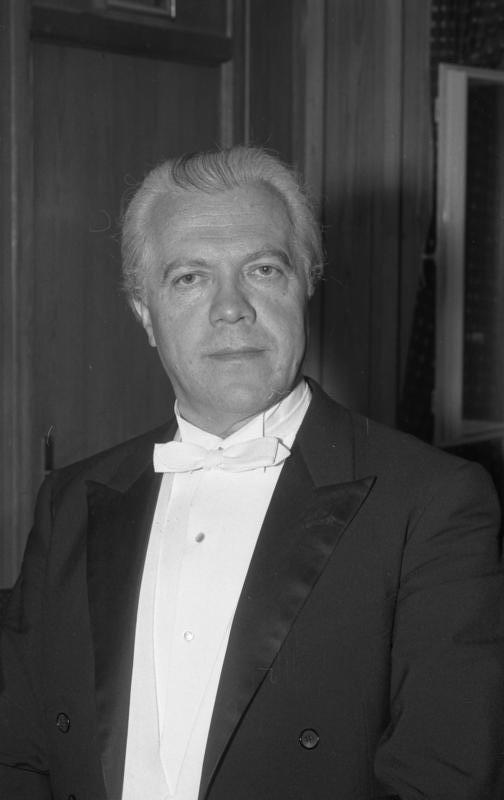
Karl Münchinger, 1968

Karl Münchinger (* 29. Mai 1915 in Stuttgart; † 13. März 1990 ebenda) war ein deutscher Dirigent. Er begründete unter anderem das Stuttgarter Kammerorchester.

## Leben und Werk
Karl Münchinger studierte nach jugendlichem Violinunterricht Orchesterleitung bei Carl Leonhardt an der Musikhochschule Stuttgart und arbeitete nebenher an der Stuttgarter Marienkirche als Chorleiter und Organist. Nach anschließenden Dirigierstudien bei Hermann Abendroth am Leipziger Konservatorium und Sommerkursen bei Clemens Krauss verhalf ihm die Unterstützung Wilhelm Furtwänglers zur Leitung des Niedersächsischen Symphonieorchesters Hannover (1941–1943). Nach der Rückkehr aus der Kriegsgefangenschaft gründete er 1945 das Stuttgarter Kammerorchester, das er rasch zu internationalem Ansehen brachte und bis 1987 leitete. Er erhielt 1953 den Professoren-Titel von der baden-württembergischen Landesregierung, war Gastdirigent bedeutender Symphonieorchester und wirkte an mehreren Festspielen in Europa mit.
Auch wenn Münchinger nicht zu den Verfechtern der historischen Aufführungspraxis gehörte, vertrat er von Anbeginn an ein von romantischen Vorstellungen befreites und entschlacktes Klangbild. Geringstimmige Besetzungen, rigorose Einhaltung von Tempovorgaben sowie stilistische und interpretatorische Maßgaben der Komponisten galten ihm als Leitfäden seiner Interpretationen, die durchweg von einem transparenten und homogen schlanken Klangbild geprägt waren.
Der Name Münchinger wurde rasch zum Synonym für exemplarische (d. h. anti-romantische) Interpretationen der Orchesterwerke Johann Sebastian Bachs. Die Grundpfeiler der Arbeit mit dem Stuttgarter Kammerorchester bildeten ein weit gefächertes Repertoire frühbarocker und barocker Kompositionen, von denen zahlreiche Schallplattenaufnahmen mit nationalen wie internationalen Preisen bedacht wurden. In der unmittelbaren Nachkriegszeit standen zudem verstärkt Kompositionen zeitgenössischer Komponisten auf den Konzertprogrammen. Erst zu Beginn der 1960er Jahre wurde das Barock-Repertoire um Kompositionen der Wiener Klassik erweitert; dazu gründete Münchinger 1965 die Klassische Philharmonie Stuttgart. Seither wurde er auch verstärkt als Dirigent ins europäische Ausland und in die USA verpflichtet. 1978 gründete er die von ihm geleiteten Colmar-Festspiele.
Münchinger war evangelisch, ab 1948 mit Olga Münchinger, geborene Rockenhäuser, verheiratet und lebte zuletzt in Stuttgart-Rotenberg.

## Ehrungen und Auszeichnungen

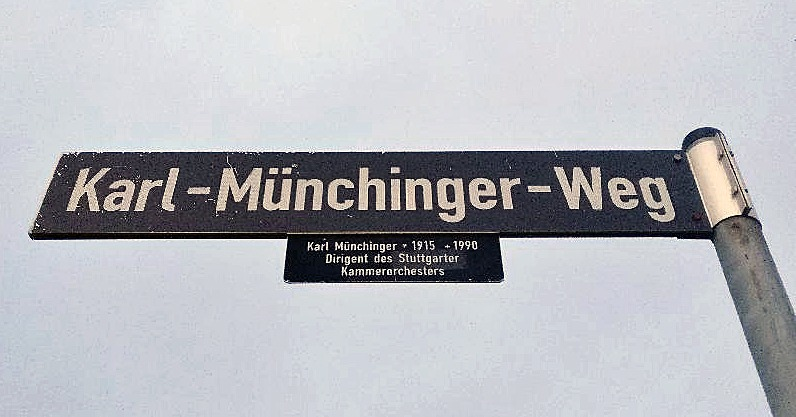
Karl-Münchinger-Weg oberhalb von Uhlbach

- Professor des Landes Baden-Württemberg (1953)

- Großes Bundesverdienstkreuz (1955) mit Stern (1970) und Schulterband (1985)
- Offizier des Französischen Ordens für Kunst und Literatur (1961)
- Ehrenbürger von Menton, Südfrankreich (1965)
- Edison-Preis (höchste niederländische Auszeichnung für Schallplattenaufnahmen), zweimal
- Preis der Goldenen Schallplatte (1969)
- Verdienstmedaille des Landes Baden-Württemberg[1] (1975)
- Bürgermedaille der Stadt Stuttgart (1975)
- Kommandeur des französischen Ordre des Arts et des Lettres (1972, 1976)
- Officier de la Couronne (vom Belgischen Königshof)
- Goldmedaille der Stadt Straßburg für besondere Verdienste um die französisch-deutsche kulturelle Annäherung seit 1945 (1980)
- Goldmedaille der Stadt Grenoble (1985)
- Offizier der Ehrenlegion (1986)